# Podział administracyjny Kościoła katolickiego w Indiach

Podział administracyjny Kościoła katolickiego w Indiach – w ramach Kościoła katolickiego w Indiach funkcjonują obecnie 24 metropolie, w których skład wchodzą 24 archidiecezje i 104 diecezji oraz 1 patriarchat tytularny Wschodnich Indii.

## Jednostki administracyjne Kościoła katolickiego obrządku łacińskiego w Indiach

### Metropolia Agra
- Archidiecezja Agra
  - Diecezja Ajmer
  - Diecezja Allahabad
  - Diecezja Bareilly
  - Diecezja Jaipur
  - Diecezja Jhansi
  - Diecezja Lucknow
  - Diecezja Meerut
  - Diecezja Udaipur
  - Diecezja Varanasi

### Metropolia Bangalore
- Archidiecezja Bangalore
  - Diecezja Belgaum
  - Diecezja Bellary
  - Diecezja Chikmagalur
  - Diecezja Gulbarga
  - Diecezja Karwar
  - Diecezja Mangalore
  - Diecezja Mysore
  - Diecezja Shimoga
  - Diecezja Udupi

### Metropolia Bhopal
- Archidiecezja Bhopal
  - Diecezja Gwalior
  - Diecezja Indore
  - Diecezja Jabalpur
  - Diecezja Jhabua
  - Diecezja Khandwa

### Metropolia Bombaju
- Archidiecezja bombajska
  - Diecezja Naszik
  - Diecezja Puna
  - Diecezja Vasai

### Metropolia Delhi
- Archidiecezja Delhi
  - Diecezja Dżammu-Śrinagar
  - Diecezja Jalandhar
  - Diecezja Szimla i Czandigarh

### Metropolia Gandhinagar
- Archidiecezja Gandhinagar
  - Diecezja Ahmedabad
  - Diecezja Baroda

### Metropolia Goa i Damanu
- Archidiecezja Goa i Damanu
- Diecezja Sindhudurg

### Metropolia Guwahati
- Archidiecezja Guwahati
- Diecezja Bongaigaon
- Diecezja Dibrugarh
- Diecezja Diphu
- Diecezja Itanagar
- Diecezja Miao
- Diecezja Tezpur

### Metropolia Hajdarabad
- Archidiecezja Hajdarabad
- Diecezja Cuddapah
- Diecezja Khammam
- Diecezja Kurnool
- Diecezja Nalgonda
- Diecezja Warangal

### Metropolia Imphal
- Archidiecezja Imphal
- Diecezja Kohima

### Metropolia kalkucka
- Archidiecezja kalkucka
  - Diecezja Asansol
  - Diecezja Bagdogra
  - Diecezja Baruipur
  - Diecezja Dardżyling
  - Diecezja Jalpaiguri
  - Diecezja Krisznagar
  - Diecezja Raiganj

### Metropolia Kalikatu
- Archidiecezja Kalikat
  - Diecezja Kannur
  - Diecezja Sultanpet

### Metropolia Cuttack-Bhubaneswar
- Archidiecezja Cuttack-Bhubaneswar
  - Diecezja Balasore
  - Diecezja Berhampur
  - Diecezja Rayagada
  - Diecezja Rourkela
  - Diecezja Sambalpur

### Metropolia Madrasu i Myliaporu
- Archidiecezja Madrasu i Myliaporu
  - Diecezja Chingleput
  - Diecezja Coimbatore
  - Diecezja Ootacamund
  - Diecezja Vellore

### Metropolia Maduraj
- Archidiecezja Maduraj
  - Diecezja Dindigul
  - Diecezja Kottar
  - Diecezja Kuzhithurai
  - Diecezja Palayamkottai
  - Diecezja Sivagangai
  - Diecezja Trichy
  - Diecezja Tuticorin

### Metropolia Nagpur
- Archidiecezja Nagpur
  - Diecezja Amravati
  - Diecezja Aurangabad

### Metropolia Patna
- Archidiecezja Patna
  - Diecezja Bettiah
  - Diecezja Bhagalpur
  - Diecezja Buxar
  - Diecezja Muzaffarpur
  - Diecezja Purnea

### Metropolia Puducherry i Cuddalore
- Archidiecezja Puducherry i Cuddalore
  - Diecezja Dharmapuri
  - Diecezja Kumbakonam
  - Diecezja Salem
  - Diecezja Tanjore

### Metropolia Raipur
- Archidiecezja Raipur
  - Diecezja Ambikapur
  - Diecezja Jaszpur
  - Diecezja Raigarh

### Metropolia Ranchi
- Archidiecezja Ranchi
  - Diecezja Daltonganj
  - Diecezja Dumka
  - Diecezja Gumla
  - Diecezja Hazaribag
  - Diecezja Jamshedpur
  - Diecezja Khunti
  - Diecezja Port Blair
  - Diecezja Simdega

### Metropolia Shillong
- Archidiecezja Shillong
  - Diecezja Agartala
  - Diecezja Aizawl
  - Diecezja Jowai
  - Diecezja Nongstoin
  - Diecezja Tura

### Metropolia Trivandrum (łacińska)
- Archidiecezja Trivandrum
  - Diecezja Alleppey
  - Diecezja Neyyatinkara
  - Diecezja Punalur
  - Diecezja Quilon

### Metropolia Werapoly
- Archidiecezja Werapoly
  - Diecezja Koczin
  - Diecezja Kottapuram
  - Diecezja Vijayapuram

### Metropolia Wisakhapatnam
- Archidiecezja Wisakhapatnam
  - Diecezja Eluru
  - Diecezja Guntur
  - Diecezja Nellore
  - Diecezja Srikakulam
  - Diecezja Vijayawada

- Patriarchat tytularny Wschodnich Indii

## Syromalabarski Kościół katolicki

### Metropolia Changanacherry
- - Archieparchia Changanacherry
  - Eparchia Kanjirapally
  - Eparchia Palai
  - Eparchia Thuckalay

### Metropolia Ernakulam–Angamaly
- - Archieparchia Ernakulam-Angamaly
  - Eparchia Idukki
  - Eparchia Kothamangalam

### Metropolia Kottayam
- Archieparchia Kottayam

### Metropolia Tellicherry
- - Archieparchia Tellicherry
  - eparchia Belthangady
  - eparchia Bhadravathi
  - eparchia Mananthavady
  - eparchia Mandya
  - eparchia Thamarasserry

### Metropolia Trichur
- - Archieparchia Trichur
  - Eparchia Irinjalakuda
  - Eparchia Palghat
  - Eparchia Ramanathapuram

### Eparchie podległe pod rzymskokatolicką metropolię Agra
- Eparchia Bijnor
- Eparchia Gorakhpur

### Eparchie podległe pod rzymskokatolicką metropolię Bhopal
- Eparchia Sagar
- Eparchia Satna
- Eparchia Ujjain

### Eparchie podległe pod rzymskokatolicką metropolię Bombaj
- Eparchia Kalyan

### Eparchie podległe pod rzymskokatolicką metropolię Gandhinagar
- Eparchia Rajkot

### Eparchie podległe pod rzymskokatolicką metropolię Hajdarabad
- Eparchia Adilabad

### Eparchie podległe pod rzymskokatolicką metropolię Nagpur
- Eparchia Chanda

### Eparchie podległe pod rzymskokatolicką metropolię Raipur
- Eparchia Jagdalpur

### Eparchie podległe bezpośrednio pod Stolicę Apostolską
- Eparchia Faridabad
- Eparchia Hosur
- Eparchia Shamshabad

## Syromalankarski Kościół katolicki

### metropolia Trivandrum
- - archieparchia Trivandrum
  - eparchia Marthandom
  - eparchia Mavelikara
  - eparchia Parassala
  - eparchia Pathanamthitta

### metropolia Tiruvalla
- - archieparchia Tiruvalla
  - eparchia Battery
  - eparchia Muvattupuzha
  - eparchia Puthur

### Bezpośrednio pod Stolicę Apostolską
- - eparchia św. Jana Chryzostoma w Gurgaon
  - egzarchat apostolski św. Efrema w Khadki